# Gourvieille
 Gourvieille  es una población y comuna francesa, en la región de Languedoc-Rosellón, departamento de Aude, en el distrito de Carcasona y cantón de Salles-sur-l'Hers.

## Demografía
| 50 | 43 | 42 | 45 | 43 | 55 |
| Para los censos de 1962 a 1999 la población legal corresponde a la población sin duplicidades (Fuente: INSEE [Consultar]) |    |    |    |    |    |